# Death Magnetic
Death Magnetic (engl. für: Todes-magnetisch) ist das neunte Studioalbum der US-amerikanischen Metal-Band Metallica. Es wurde von der Band am 12. September 2008 in der Konzerthalle O2 World in Berlin exklusiv vorgestellt und ist am selben Tag weltweit erschienen. Es ist das erste Album der Band, auf dem Robert Trujillo als Bassist zu hören ist. Außerdem tritt mit Rick Rubin zum ersten Mal seit Metallica 1991 ein neuer Produzent auf, nachdem die fünf vorherigen Studioalben sämtlich von Bob Rock produziert wurden, der auf St. Anger zusätzlich den Bass einspielte.

## Aufbau
Der Aufbau von Death Magnetic folgt teilweise dem der „klassischen“ Metallica-Alben aus den Achtzigern. So ist beispielsweise der vierte Track The Day That Never Comes eine Halbballade, der vorletzte Track Suicide & Redemption ist ein Instrumentalstück und der letzte Song My Apocalypse ein kürzerer, schnellerer Song. Das Album enthält jedoch entgegen den meisten früheren Veröffentlichungen keinen Titeltrack; der Ausdruck „Death Magnetic“ entstammt einer Textzeile aus dem Song My Apocalypse. Mit The Unforgiven III enthält das Album außerdem den dritten Teil der Unforgiven-Reihe, nach The Unforgiven (vom Album Metallica) und The Unforgiven II (von ReLoad).

## Covergestaltung
Das Cover zeigt einen weißen Sarg, der in einer Erdgrube liegt. Der Sarg scheint magnetisch zu sein, so dass sich ein typisches Magnetfeld um ihn bildet, auf dem sich die lose Erde den Feldlinien nach ausrichtet.
Über dem ganzen Szenario prangt das Metallica-Logo und der Schriftzug „Death Magnetic“ in Silber.
Das Booklet weist von Seite zu Seite kleiner werdende, sargförmige Ausschnitte auf, sodass bei Draufsicht ein räumlicher Effekt erscheint, der dem Erdloch Tiefe verleiht. Das Metallica-Logo samt CD-Titel ist auf einem transparenten Aufkleber von außen auf das Jewelcase aufgebracht.
Eine Besonderheit ist die Rückkehr zum traditionellen Metallica-Logo. Nachdem seit Load ein neu gestaltetes Logo verwendet wurde, welches zur Veröffentlichung des Albums St. Anger noch einmal verändert wurde, wird nun wieder das ursprüngliche benutzt. Dieses ist jedoch leicht überarbeitet worden; Das „A“ läuft jetzt mittig spitz zu und ist nicht wie beim ersten „Fischhaken-Logo“ links schräg und rechts gerade. Das „D“ entspricht zudem dem „C“ am Ende des Schriftzuges „Death Magnetic“.
Das Band-Foto von Metallica, das sich über die letzten beiden Seiten des Booklets erstreckt und das Quartett an einer schmutzigen Betonwand lehnend zeigt, schoss der holländische Fotograf Anton Corbijn. Die Cover-Fotografie stammt von Andy Grimshaw, das Album-Design entwarf Turner Duckworth.

## Vorabveröffentlichungen
Bereits ab Mitte August 2008 begannen Metallica, über ihre offizielle Webseite schrittweise Songausschnitte in der Reihenfolge der Titelliste des Albums zu veröffentlichen. Am 25. August 2008 wurde zusätzlich das letzte Lied des Albums, My Apocalypse, in voller Länge bereitgestellt. Am 2. September folgte Cyanide, welches bereits Anfang August beim Ozzfest 2008 in Frisco, Texas zum ersten Mal live gespielt wurde.
Am 2. September 2008 wurde das Album versehentlich einige Male in Frankreich verkauft und verbreitete sich kurz danach via Internet weltweit. Schlagzeuger Lars Ulrich sah dies in einem Radiointerview allerdings gelassen: „Wir stehen zehn Tage vor der Veröffentlichung. So gesehen haben wir noch Glück gehabt. Wenn das Album heute oder morgen weltweit durchsickert: Viel Spaß damit. Wirklich. Wir können von Glück sagen, dass es nicht schon früher von irgendeinem Laster gefallen ist. Wir schreiben das Jahr 2008, und so läuft das nun mal heutzutage, also stört uns das nicht weiter. Wir sind glücklich.“
Metallica reagierten am 5. September 2008 auf diesen „Zwischenfall“ mit der Veröffentlichung der Songs All Nightmare Long und Broken, Beat & Scarred sowie The Judas Kiss auf ihrer offiziellen Website.

## Kritik an der Produktion
Das Album wird als prominentes Beispiel des „Loudness Wars“ gesehen, da es durch hohe Kompression und den daraus resultierenden hohen Lautstärken kaum Dynamik besitzt, der Klang verzerrt ist und Clipping auftritt.
Wie der Musikexpress im Oktober 2008 berichtete, forderten einige tausend Fans per Online-Petition eine Überarbeitung des Albums. Schlagzeuger Lars Ulrich hingegen verteidigte den Sound des Albums in Interviews, während der für das Mastering zuständige Ted Jensen sich davon distanzierte. Kirk Hammett zeigte Verständnis für die Fans und gab zu, selbst „hier und da“ ungewolltes Clipping zu hören.
Death Magnetic war auch in der Videospielserie Guitar Hero verfügbar. Die Musikstücke in dem Spiel sind wesentlich leiser gemastert, sind nicht verzerrt und verfügen über eine deutlich höhere Dynamik, sodass diese als qualitativ hochwertiger angesehen werden. Im Internet verbreiteten sich mehrere inoffizielle, von Fans produzierte Remaster des Albums, die die Guitar Hero-Version zur Basis haben – der Umstand, dass sich aus dem Spiel die separaten Tonspuren für Gitarre, Bass sowie Vocals und Schlagzeug extrahieren lassen, trug mit dazu bei.
2015 schließlich wurde ein offizielles Remaster des Albums veröffentlicht, in welchem die Qualitätsmängel der Originalversion weitestgehend behoben wurden.

## Titelliste
Die Musik geschrieben von: Hammett, Hetfield, Trujillo, Ulrich; alle Texte geschrieben von: Hetfield.
1. That Was Just Your Life – 7:07
2. The End of the Line – 7:51
3. Broken, Beat & Scarred – 6:25
4. The Day That Never Comes – 7:55
5. All Nightmare Long – 7:57
6. Cyanide – 6:39
7. The Unforgiven III – 7:45
8. The Judas Kiss – 8:00
9. Suicide & Redemption – 9:56
10. My Apocalypse – 5:00

## Singles

### The Day That Never Comes
Am 21. August 2008 veröffentlichte die Band die erste Single The Day That Never Comes vorab als Audio-Stream über das Internet. Das zugehörige Video wurde am 1. August 2008 in der Nähe von Los Angeles gedreht. Am 1. September wurde es auf der offiziellen Webseite veröffentlicht, einen Tag vor der Premiere im deutschen Fernsehen auf dem Musiksender MTV. Der Stil des Songs erinnert vom Aufbau an die Halbballaden Fade to Black (vom Album Ride the Lightning), Welcome Home (Sanitarium) (von Master of Puppets) und One (von …And Justice for All).

### All Nightmare Long
Am 12. Dezember 2008 erschien All Nightmare Long in einer Collector's Edition von zwei CD- und einer DVD-Single. CD 1 enthält neben der Album-Version des Titeltracks die Titel Wherever I May Roam und Master of Puppets in Live-Versionen (aufgenommen am 12. September in Berlin). Auf CD 2 sind neben der nochmals veröffentlichten Album-Version von All Nightmare Long zwei weitere Live-Versionen vom 12. September: Blackened und Seek & Destroy. Der dritte Teil ist als DVD veröffentlicht und enthält eine zehnminütige Mini-Dokumentation über Metallicas Tag in Berlin (12. September 2008) samt 20-minütigem Ausschnitt von der Record release-Party an diesem Tag. Außerdem ist auf der DVD ein 15-minütiger Film von den Proben zu Metallicas Auftritt bei Rock im Park im Sommer 2008.
All Nightmare Long stieg am 26. Dezember 2008 als höchster Neuzugang auf Platz 15 der deutschen Single-Charts ein.

### Broken, Beat & Scarred
Am 3. April 2009 erschien Broken, Beat & Scarred, wie auch All Nightmare Long in drei verschiedenen Collectors-Versionen in ganz Europa, außer in Frankreich, wo die Single erst am 6. April veröffentlicht wurde. CD 1 enthält die Studio-Version von Broken, Beat & Scarred und Live-Aufnahmen von The End of The Line und Broken, Beat & Scarred. CD 2 enthält auch die Studio-Version von Broken, Beat & Scarred und Live-Aufnahmen von Stone Cold Crazy und Of Wolf and Man. Die DVD-Single enthält die Musikvideos von Broken, Beat & Scarred und The Day That Never Comes und ein Pressekit zum Album Death Magnetic.
Die Live-Aufnahmen stammen alle vom Auftritt in der O2 Arena in London am 15. September 2008.
In Deutschland erreichte die Single Platz 35 in den Top 100 der Single-Charts, und in Österreich den 74. Platz der Top 75 der Single-Charts. In Finnland erreichte sie sogar Platz vier.

## Editionen
Death Magnetic wurde in mehreren Editionen in Deutschland veröffentlicht:
- Jewelcase Version
- Limited Deluxe Coffin Boxset (inkl. Demo-CD, Making-of-DVD & div. Merchandisingartikeln)[23]
- Limited Digipack Version
- Limited Vinylbox

## Kommerzieller Erfolg

### Chartplatzierungen
In Deutschland erreichte das Album Platz 1 der Charts, wurde innerhalb von drei Tagen mehr als 100.000 Mal verkauft und erreichte in kurzer Zeit Goldstatus. Death Magnetic stieg weltweit in 32 Ländern auf Platz eins der Albumcharts ein. In den USA schaffte Death Magnetic als fünftes Metallica-Album den direkten Sprung auf Platz eins. Zuvor teilten sich Metallica mit den Beatles, U2 und der Dave Matthews Band den Rekord mit vier Alben.
| ChartsChartplatzierungen       | Höchstplatzierung | Wochen |
| ------------------------------ | ----------------- | ------ |
| Deutschland (GfK)              | 1 (39 Wo.)        | 39     |
| Österreich (Ö3)                | 1 (22 Wo.)        | 22     |
| Schweiz (IFPI)                 | 1 (20 Wo.)        | 20     |
| Vereinigte Staaten (Billboard) | 1 (50 Wo.)        | 50     |
| Vereinigtes Königreich (OCC)   | 1 (11 Wo.)        | 11     |

| ChartsJahrescharts (2008)      | Platzierung |
| ------------------------------ | ----------- |
| Deutschland (GfK)              | 9           |
| Österreich (Ö3)                | 3           |
| Schweiz (IFPI)                 | 10          |
| Vereinigte Staaten (Billboard) | 16          |
| Vereinigtes Königreich (OCC)   | 53          |

### Auszeichnungen für Musikverkäufe
Death Magnetic erhielt im Jahr 2010 für mehr als zwei Millionen verkaufte Einheiten in den Vereinigten Staaten eine 2-fache Platin-Schallplatte.
| Land/Region                  | Auszeichnungen für Musikverkäufe (Land/Region, Auszeichnung, Verkäufe) | Verkäufe    |
| ---------------------------- | ---------------------------------------------------------------------- | ----------- |
| Argentinien (CAPIF)          | Platin                                                                 | 40.000      |
| Australien (ARIA)            | 2× Platin                                                              | 140.000     |
| Belgien (BRMA)               | Platin                                                                 | 30.000      |
| Brasilien (PMB)              | Gold                                                                   | 30.000      |
| Dänemark (IFPI)              | 2× Platin                                                              | 40.000      |
| Deutschland (BVMI)           | 5× Gold                                                                | 500.000     |
| Europa (IFPI)                | Platin                                                                 | (1.000.000) |
| Finnland (IFPI)              | 2× Platin                                                              | 79.415      |
| Frankreich (SNEP)            | Gold                                                                   | 75.000      |
| Golf-Kooperationsrat (IFPI)  | Gold                                                                   | 3.000       |
| Griechenland (IFPI)          | Platin                                                                 | 15.000      |
| Irland (IRMA)                | Platin                                                                 | 15.000      |
| Japan (RIAJ)                 | Gold                                                                   | 100.000     |
| Kanada (MC)                  | 4× Platin                                                              | 320.000     |
| Mexiko (AMPROFON)            | Gold                                                                   | 40.000      |
| Neuseeland (RMNZ)            | 2× Platin                                                              | 30.000      |
| Polen (ZPAV)                 | Diamant                                                                | 100.000     |
| Portugal (AFP)               | Platin                                                                 | 20.000      |
| Russland (NFPF)              | 3× Platin                                                              | 60.000      |
| Schweden (IFPI)              | 2× Platin                                                              | 80.000      |
| Schweiz (IFPI)               | Platin                                                                 | 30.000      |
| Spanien (Promusicae)         | Gold                                                                   | 40.000      |
| Türkei (Mü-YAP)              | Gold                                                                   | 5.000       |
| Ungarn (MAHASZ)              | Platin                                                                 | 6.000       |
| Vereinigte Staaten (RIAA)    | 2× Platin                                                              | 2.000.000   |
| Vereinigtes Königreich (BPI) | Platin                                                                 | 300.000     |
| Insgesamt                    | 7× Gold · 30× Platin · 1× Diamant ·                                    | 4.038.415   |

Hauptartikel: Metallica/Auszeichnungen für Musikverkäufe